# Neobisium princeps
Neobisium princeps är en spindeldjursart som beskrevs av Bozidar P.M. Curcic 1974. Neobisium princeps ingår i släktet Neobisium och familjen helplåtklokrypare. Inga underarter finns listade i Catalogue of Life.